# Anthony Marriott
Anthony John Crosbie „Tony“ Marriott (* 17. Januar 1931 in London; † 17. April 2014 in Northwood, Middlesex) war ein britischer Film- und Theaterautor, der vor allem als Komödienautor für Bühne und Fernsehen bekannt wurde.

## Leben
Marriott war der Sohn eines Army-Offiziers. Seine Schauspielausbildung machte er an der Central School of Speech and Drama in London.
Er war als Schauspieler 1953 in zwei Episoden der sechsteiligen BBC-Fernsehreihe Robin Hood und 1956 in einer Episode der BBC-Fernsehserie Dixon of Dock Gree (1955–1976) zu sehen. 1961 schrieb er erstmals mit an einem Drehbuch; für die Folge Hong Kong Story der ATV-Fernsehreihe Geisterschwadron (Ghost Squad). Seither folgten Drehbucharbeiten für TV-Serienfolgen, Spiel- und Kurzfilme.
Die von ihm zusammen mit Alistair Foot verfassten Komödien Uproar in the House und Bitte keinen Sex, wir sind Briten (No Sex Please: We’re British) zählen zu seinen bekanntesten Bühnenstücken. Bereits mit Uproar in the House waren die beiden von 1967 bis 1969 sehr erfolgreich in den Theatern im Londoner West End. Bitte keinen Sex, wir sind Briten wurde dort allein in drei Theatern im Zeitraum von 1971 bis 1987 insgesamt 6.761 Mal aufgeführt und 1973 mit Hilfe von Marriott verfilmt. Das Stück ist damit das am längsten aufgeführte in der britischen Theatergeschichte. Auch Uproar in the House wurde 1971 von Peter Goldbaum unter dem Titel Ein toller Dreh für den Bayerischen Rundfunk in deutscher Sprache verfilmt. Weitere bekannte Bühnenstücke Marriotts waren 1977 Shut Your Eyes and Think of England und 1978 No Room for Love. Zusammen mit seinem Co-Autoren John Chapman (1927–2001) war er 1978 mit dem gemeinsam geschriebenen Stück Shut Your Eyes and Think of England für den Laurence Olivier Award in der Kategorie „beste neue Komödie“ nominiert.
Marriott lebte zuletzt in einem Altersheim für Schauspieler, der „Denville Hall“. Seine Frau Heulwen, geborene Roberts, verstarb bereits 1999. Aus der Ehe gingen drei Kinder hervor.

## Drehbücher (Auswahl)
- 1962/1963: Fireball XL5 (ATV-Serie; Drehbuch für elf Episoden)
- 1964: Jeder Tag ein Urlaubstag (Every Day’s Holiday; Regie: James Hill)
- 1966: Die tödlichen Bienen (The Deadly Bees; Regie: Freddie Francis)
- 1967: Around with Allen
- 1967: The Ghost of Monk’s Island (Regie: Jan Darnley-Smith und Jeremy Summers)
- 1965–75: Public Eye (ABC/Thames-Fernsehserie; Drehbuch für 87 Episoden)
- 2001: Siga min ektethoume (Regie: Kostas Arzoglou)